# 80 Sappho
A 80 Sappho a Naprendszer kisbolygóövében található aszteroida. Norman Robert Pogson fedezte fel 1864. május 2-án.